# Wilhelm Frerichs
Wilhelm Frerichs (* 16. August 1900 in Salzbergen; † unbekannt) war ein deutscher SS-Obersturmführer und als Kriminalsekretär Leiter der Politischen Abteilung im KZ Buchenwald.

## Leben
Frerichs leistete nach dem Ende seiner Schulzeit von 1917 seinen Militärdienst zunächst bei der Kaiserlichen Marine und danach bei der vorläufigen Reichsmarine bis 1920 ab. Anschließend war Frerichs bis 1930 bei der Wasserschutzpolizei beschäftigt.
Frerichs beantragte am 2. Juli 1937 die Aufnahme in die NSDAP und wurde rückwirkend zum 1. Mai desselben Jahres aufgenommen (Mitgliedsnummer 4.293.088), der Partei gehörte er bereits ab 1925 kurzzeitig an. Er trat auch der SS (SS-Nummer 310.578) bei. 1937 war Frerichs kurzzeitig im KZ Lichtenburg tätig. Noch im selben Jahr wechselte Frerichs nach der Auflösung dieses Konzentrationslagers in das KZ Buchenwald und leitete dort die Politische Abteilung. Sein Mitarbeiter Hubert Leclaire trat jedoch in Buchenwald mehr in Erscheinung, da er durch die Misshandlung von KZ-Häftlingen bei Verhören in Buchenwald gefürchtet war. Im Spätsommer 1942 wechselte Frerichs als Leiter der Politischen Abteilung ins KZ Sachsenhausen. Ab 1944 war Frerichs im KZ Bergen-Belsen eingesetzt, das er noch vor Übernahme durch die britische Armee am 12. April 1945 verließ.
Nach Ende des Zweiten Weltkrieges wurde Frerichs von Augenzeugen zuletzt im Sommer 1947 im Speziallager Nr. 2 Buchenwald lebend gesehen.